# Paul Thomas (basist)
Paul Anthony Thomas, född 5 oktober 1980 i Waldorf, Maryland, USA, är en amerikansk basist och medlem i rockbandet Good Charlotte. 